# Johnny chante Hallyday
Albums de Johnny Hallyday
Hallelujah
(1965) La génération perdue
(1966)
Singles
1. (EP) Mon anneau d'or - Ne joue pas ce jeu-là - Laisse un peu d'amour - Ne pleure pas
Sortie : 22 octobre 1965
2. (EP) Le diable me pardonne - Hellelujah (Pour nos joies et pour nos peines) - Toi qui t'en vas - Tu oublieras mon nom
Sortie : 5 janvier 1966

Johnny chante Hallyday est le 7e album studio de Johnny Hallyday, réalisé par Lee Hallyday, il sort le 17 novembre 1965.

## Histoire
Johnny Hallyday a composé l'essentiel des chansons du disque, entre 1964-1965, lors de son service militaire à Offenbourg,.

## Autour du disque
éditions originales
Le disque est publié en France sous trois références différentes qui constituent l'édition originale :
- édition Hors-commerce limitée et numérotée à 200 exemplaires, le label du disque est blanc, référence : HC 9.11.65. Cette rare édition est offerte à un public choisi le soir de la première à l'Olympia le 25 novembre, ou pour quelques-uns d'entre eux quelques jours plus tôt[4].
- pochette carton édition courante : Philips B 77746L mono.
- pochette feutrée édition limitée et limitée à 5000 exemplaires : Philips B 77484L[5] ; cette édition est communément appelée « le velours » (du fait de la feutrine veloutée qui recouvre la pochette).

Si en France il n'est pas sorti d'édition stéréo, en revanche, l'album est diffusé au Canada en 1966, dans une version stéréophonique. Référence originale : Philips 840576 stéréo (également en version mono : Philips 77746 mono),.
Rééditions
Réédition CD en 2000, pochette velours en fac-similé : référence originale : Mercury Universal 546 981-2.
Réédition vinyle  en 2008, pochette velours en fac-similé, en tirage numéroté et limité à 3 000 exemplaires. Référence originale : Mercury Universal 530 927-7.
Les chansons
Sur la musique de À deux heures de chez toi, que Johnny Hallyday a composé avant son service nationale, le chanteur a enregistré en 1963 à Nashville, un autre texte, écrit par Ralph Bernet, Moi, cette fille-là, qui est restée inédite jusqu'en 1993.

## Titres
Musique de Johnny Hallyday (titre 8 composé en collaboration avec Eddie Vartan)
| No  | Titre                     | Paroles                    | Durée |
| --- | ------------------------- | -------------------------- | ----- |
| 1.  | Mon anneau d'or           | Gilles Thibaut             | 2:50  |
| 2.  | Tu as de la chance        | Gilles Thibaut             | 2:52  |
| 3.  | Toi qui t'en vas          | Gilles Thibaut             | 3:34  |
| 4.  | Le diable me pardonne     | Gilles Thibaut             | 2:41  |
| 5.  | Ne crois pas ça           | Jean Setti, Gilles Thibaut | 2:38  |
| 6.  | Un jour ou l'autre        | Georges Aber               | 2:02  |
| 7.  | Tu oublieras mon nom      | Gilles Thibaut             | 1:47  |
| 8.  | À deux heures de chez toi | Ralph Bernet               | 2:18  |
| 9.  | Avec une chanson          | Hubert Wayaffe             | 2:16  |
| 10. | Je bois à sa santé        | Gilles Thibaut             | 2:24  |
| 11. | Ne joue pas ce jeu-là     | Gilles Thibaut             | 2:06  |
| 12. | Dis à mon frère           | Long Chris                 | 2:19  |

## Musiciens
- Orchestre d'Eddie Vartan
- Richard Middleton : guitare solo
- Johnny Taylor : guitare rythmique
- Peter Hollis : basse
- Andreew Steel : batterie
- Raymond Donnez : claviers
- Jean Tosan : saxophone
- Eddie Vartan : trompette

## Critiques
Malgré quelques réserves, l'album reçoit un accueil plutôt favorable de la part du critique René Bourdier qui dans Les Lettres françaises (No 1117 - du 3 au 9 février 1966), confirme son peu d'empathie pour le personnage Hallyday, mais s'avoue, à propos du disque, plutôt séduit par la voix du chanteur sur une majorité de chansons : « On va encore, je le crains bien, me reprocher ma sévérité à l'égard de M. Hallyday. Après avoir écouté ce disque [...], je reste sur mes positions : L'idole m'est insupportable (Tu as de la chance, Toi qui t'en vas), mais lorsque le chanteur veut bien utiliser normalement, logiquement, sa voix qui est belle et pourrait être très belle, je marche (Mon anneau d'or, Le diable me pardonne, Un jour ou l'autre, Tu oublieras mon nom, À deux heures de chez toi, Avec une chanson, Dis à mon frère, Ne joue pas ce jeu là, Je bois à sa santé). Ce ne fut pas le cas hélas à l'Olympia, où M. Hallyday est rarement parvenu à me toucher (juste quelques secondes, je l'ai dit) et, bizarre confirmation du divorce entre scène et disque dans une chanson, (Toi qui t'en vas) qui, ici [sur le disque], me parait des plus mauvaises ».
À contrario et à postériori, Jean-François Brieu considère que Johnny chante Hallyday est un « [...] véritable album concept, ambitieux et superbe [...], devenu aujourd'hui le plus culte, peut-être, des productions hallydéennes des années soixante. ». Ajoutant « Les trois plus grandes chansons de l'album [...], quand Johnny les chante, il est impressionnant. [...] Toi qui t'en vas domine le disque [...] (et) est un des titres les plus désespérés et des plus purs qu'ait enregistré Johnny Hallyday. [...] Le diable me pardonne et je bois à sa santé s'écoutent dans un même souffle. [...] Elles retrouvent jusque dans leurs dissonances, les blues déjantés que Boris Vian et Quincy Jones concoctaient pour Henri Salvador dans les studios Barclay ».

## Classements hebdomadaires
| Classement (2000) | Meilleure position |
| ----------------- | ------------------ |
| France (SNEP)     | 13                 |